# Boulevard Victor
Boulevard Victor je bulvár v 15. obvodu v Paříži. Je součástí tzv. Maršálských bulvárů. Bulvár nese jméno Clauda Victora Perrina (1764–1841), maršála Francie.

## Historie
V letech 1840–1845 byly postaveny kolem Paříže nové hradby. Dnešní bulvár vznikl na místě bývalé vojenské cesty (Rue Militaire), která vedla po vnitřní straně městských hradeb. Tato silnice byla armádou převedena městu Paříži na základě rozhodnutí z 28. července 1859.
16. prosince 2006 byla na bulváru otevřena tramvajová linka T3.